# ルンバ900シリーズ
ルンバ900シリーズ（英: Roomba 900 Series）は、iRobotが2015年9月16日に発表したロボット掃除機の製品群である。
カメラとセンサーを駆使し、いま自身がどこにいて、部屋のどこが清掃されていないのかを、高精度に判断するアイ・アダプト 2.0 ビジュアルローカリゼーション（英語: iAdapt 2.0 Navigation with Visual Localization）、無線LAN対応および遠隔操作できるスマートフォンアプリを採用した。また、ルンバ980と同985ではハイパワーモーターユニットG3（英語: Gen 3 motor）を搭載することで、吸引力を600シリーズの最大10倍まで向上させた。

## 特徴
- iAdapt 2.0 ビジュアルローカリゼーション[注 1] - カメラとセンサーを駆使し[2]、いま自身がどこにいて[3]、部屋のどこが清掃されていないのかを[3]、高精度に判断する[13][2]。
- AeroForce 3段階クリーニングシステム[注 2] - ルンバ800シリーズで採用済みの特殊素材製ローラー[注 3]と内部に真空状態を生じさせる高出力モーター[注 4]で、ゴミを浮き上がらせ吸引する特許技術[注 5][15]。
- 自動充電・自動再開 - 充電池の残量が少なくなると、自動でホームベース（充電器[注 6]）に戻って充電。充電後は、残った未清掃部分の清掃を再開する特許技術[14]。
- iRobot HOME アプリ - 無線LAN (Wi-Fi) に対応し、スマートフォン・アプリで遠隔操作が可能[14]。
- ダートディテクトモード[注 7] - ゴミセンサー（ピエゾ、ヒカリ）でゴミや汚れを検出し、ゴミが多い箇所を集中的に清掃する[17]。
- カーペットブースト - ルンバ980など上位機種では、カーペットやラグの上で、自動で吸引力をルンバ600および700シリーズとの比較で最大10倍に引き上がる[15]。
- HEPAスタイル・フィルター[注 8] - ホコリや花粉、ダニなどのアレルゲンを99％捕捉できるHEPA規格に適合したダスト・カット・フィルターを使用。

## 機種

### 北米地域販売機種
- R960020, Roomba 960[18]
- R980020, Roomba 980[16]

### 日本国内販売機種
2016年（平成28年）8月26日からiRobotの輸入総代理店であるセールス・オンデマンドが、2017年（平成29年）4月からはiRobotの日本法人であるアイロボットジャパンが販売している。
- R960060, ルンバ960[21] - 2016年（平成28年）8月26日発売[19]。
- R961060, ルンバ961[22] - 2018年（平成30年）2月8日発売、Amazon.co.jp専売製品[22]。
- R980060, ルンバ980[23] - 2015年（平成27年）10月10日発売[23]。
- 980_RF, ルンバ980_RF - リファービッシュ品（中古再生品）[24]
- R985060, ルンバ985[25] - 2019年（平成31年）1月18日発売[25]。量販店専売製品[注 9]。「ハイパワーモーターユニットG3 (Gen 3 motor)」を搭載した[26]。

### ロシア国内販売機種
iRobotの代理店であるНОРКПАЛМは、ルンバ900シリーズのロシアでの発売を2016年10月20日に発表した。
- 96004RND, Roomba 960[30]
- 98004RND, Roomba 980[31]2016年10月20日発表[29][32]。
- 98104RND, Roomba 981[33]